# Нурали Аліп
Нурали Пактович Аліп (каз. Нұралы Пақтұлы Әліп, нар. 22 грудня 1999, Актау, Казахстан) — казахський футболіст, захисник клубу «Кайрат», який грає на правах оренди за російський клуб «Зеніт» (Санкт-Петербург) та збірної Казахстану.

## Клубна кар'єра
Нурали Аліп народився у місті Актау і з 2008 року почав грати у футбол у молодіжній команді місцевого клубу «Каспій». У 2015 році Аліп приєднався до молодіжного складу алмаатинського «Кайрату». І у березні 2018 року футболіст дебютував у першій команді у матчі чемпіонату Казахстану. Разом з «Кайратом» Аліп вигравав національний Кубок та чемпіонат Казахстану.

## Збірна
26 березня 2018 року у товариському матчі проти збірної Болгарії Нурали Аліп дебютував у національній збірній Казахстану.

## Досягнення
Кайрат
- Чемпіон Казахстану (1): 2020
- Переможець Кубка Казахстану (2): 2018, 2021

Зеніт
- Володар Суперкубка Росії (2): 2022,  2024
- Переможець Кубка Росії (1): 2023–24
- Чемпіон Росії (3): 2021–22, 2022–23, 2023–24